# Matthew G. Martínez
Matthew Gilbert Martínez (ur. 14 lutego 1929 w Walsenburg, zm. 15 października 2011 w Fredericksburg) – amerykański polityk, członek Partii Demokratycznej, następnie od 2000 Partii Republikańskiej.

## Działalność polityczna
Od 1974 do 1980 był burmistrzem Monterey Park. Od 1980 zasiadał w Zgromadzeniu Stanowym Kalifornii. Następnie od 13 lipca 1982 do 3 stycznia 1993 przez sześć kadencji był przedstawicielem 30. okręgu, a od 3 stycznia 1993 do 3 stycznia 2001 przez cztery kadencje był przedstawicielem 31. okręgu wyborczego w stanie Kalifornia w Izbie Reprezentantów Stanów Zjednoczonych.